# Zélia Duncan
Zélia Cristina Duncan, ou plus simplement Zélia Duncan, est une chanteuse et compositrice brésilienne. Elle est née à Niterói le 28 octobre 1964.
En plus de sa carrière solo, elle remplace entre 2006 et 2007 Rita Lee comme voix féminine du groupe Os Mutantes.
Elle dirige également un label indépendant, « Duncan Discos ».
Zélia Duncan assume son homosexualité.

## Discographie
- Outra Luz (1990)
- Zélia Duncan (1994)
- Intimidade (1996)
- Acesso (1998)
- Sortimento (2001)
- Sortimento Vivo (2002)
- Eu me Transformo em outras (2004)
- Pré-pós-tudo-Bossa-Band (2005)